# 고백 (1970년 영화)
고백(L'aveu, The Confession)은 프랑스에서 제작된 코스타 가브라스 감독의 1970년 드라마, 스릴러 영화이다. 이브 몽땅 등이 주연으로 출연하였다.

## 출연

### 주연
- 이브 몽땅
- 시몬느 시뇨레
- 가브리엘레 페르제티